# Puchar Świata w Chodzie Sportowym 1983
11. Puchar Świata w Chodzie Sportowym – zawody lekkoatletyczne, które odbyły się 24 i 25 września 1983 roku w norweskim Bergen.

## Rezultaty

### Mężczyźni
|               | 1. miejsce       | Rezultat | 2. miejsce    | Rezultat | 3. miejsce        | Rezultat |
| Chód na 20 km | Jozef Pribilinec | 1:19:30  | Ernesto Canto | 1:19:41  | Anatolij Sołomin  | 1:19:43  |
| Chód na 50 km | Raúl González    | 3:45:37  | Siergiej Jung | 3:48:26  | Wiktor Dorowskich | 3:49:47  |

### Kobiety
|               | 1. miejsce | Rezultat | 2. miejsce        | Rezultat | 3. miejsce | Rezultat |
| Chód na 10 km | Xu Yongjiu | 45:12    | Natalia Szaripowa | 45:26    | Sue Cook   | 45:27    |